# Paralbara muscularia
Paralbara muscularia är en fjärilsart som beskrevs av Walker 1866. Paralbara muscularia ingår i släktet Paralbara och familjen sikelvingar. Inga underarter finns listade i Catalogue of Life.